# Zozo (film)
Pour les articles homonymes, voir Zozo (homonymie).
Pour plus de détails, voir Fiche technique et Distribution.
Zozo est un film suédois réalisé par Josef Fares, sorti en 2005. Il traite de la guerre du Liban et de l'exil d'un enfant libanais en Suède. Le film a un caractère autobiographique.

## Synopsis
Durant la guerre du Liban, Zozo, 12 ans, vit avec sa famille à Beyrouth. Ses parents décident d'émigrer en Suède pour vivre avec les grands-parents de Zozo. Alors qu'ils s'apprêtent à partir, leur maison est touchée et détruite par une bombe. Zozo est le seul survivant et part désormais seul en Scandinavie. Un monde qui lui est totalement inconnu l'attend ici. 
Josef Fares traite sa propre biographie dans le film. Comme Zozo, il est né au Liban et a grandi en Suède. Avec une représentation réaliste du rejet, de l'hostilité et de la désorientation dans un pays étranger, le réalisateur crée un petit monument à la mémoire de tous les enfants qui ont perdu leurs racines à cause de la guerre. 

## Fiche technique
- Titre : Zozo
- Réalisation : Josef Fares
- Scénario : Josef Fares
- Musique : Adam Nordén
- Photographie : Aril Wretblad
- Montage : Kristin Grundström et Michal Leszczylowski
- Production : Anna Anthony
- Société de production : Memfis Film, Sigma Films, Zentropa Entertainments et Zozo
- Pays :  Suède,  Tchéquie,  Royaume-Uni,  Danemark et  Pays-Bas
- Genre : Drame, guerre
- Durée : 105 minutes
- Dates de sortie : 
  -  Suède : 2 septembre 2005

## Distribution
- Imad Creidi : Zozo
- Antoinette Turk : Rita
- Elias Gergi : le grand-père de Zozo
- Carmen Lebbos : la mère de Zozo
- Viktor Axelsson : Leo
- Charbel Iskandar : le père de Zozo
- Yasmine Awad : la grand-mère de Zozo
- Jad Stephan : Dani, le frère de Zozo
- Tatiana Sarkis : la sœur de Zozo
- Elie Stello : Amil
- Fidel Béchara : Riad

## Distinctions
Le film a reçu plusieurs prix :
- Guldbagge Awards 2006
  - Meilleur photographie
  - Meilleure prestation pour la musique de Adam Nordén
  - Nommé dans la catégorie Meilleur film
  - Nommé dans la catégorie Meilleure réalisation
  - Nommé dans la catégorie Meilleur scénario
- Chicago International Children's Film Festival 2006
  - Prix du jury adulte
  - Certificat du mérite du jury enfant